# Igreja do Céu
Igreja Nossa Senhora das Vitórias mais conhecida como Igreja do Céu, é uma capela localizada no município de Viçosa do Ceará e o principal ponto turístico da cidade.

## História
Fundada pelo Monsenhor José Carneiro da Cunha dedicada a Nossa Senhora das Vitórias é o ponto mais alto da cidade com 900m de altitude, encravada no topo do morro que rodeia a cidade.
No alto do templo surge a imagem do Cristo Redentor, esculpida pelo italiano Agostinho Odísio Balmes em 1937 e inaugurada pelo Bispo José Tupinambá da Frota, Bispo da Diocese Sobralense em 14 de agosto de 1938.

## Reformas
A igreja passou por duas reformas em menos de 20 anos. Uma em 1998, onde foi criado o Polo Turístico, Artesanal e Cultural Igreja do Céu e outra em 2016 onde foi construído áreas de lazer, estacionamento, restaurantes e área de eventos.

## Desabamento
Na madrugada do dia 31 de março de 2019, a torre principal da igreja começou a desabar e indo abaixo pela manhã junto à imagem do Cristo Redentor. No dia anterior, percebendo que pedaços da estrutura estavam caindo,  a guarda municipal isolou o local de visitação, evitando ferir turistas 
e visitantes.
Em outubro de 2018, um engenheiro sob solicitação do IPHAN apontou fissuras acima de 10mm na estrutura da igreja, e afirma que a movimentação de caminhões e máquinas em torno da igreja aumentaram ainda mais a dimensão das fissuras. 

## Restauração
Após o desabamento, foi feito escoramento no que restou da estrutura para evitar mais desabamentos e preservar parte dela. Uma comissão entre a Diocese de Tianguá e a prefeitura municipal foi convocada para decidir o plano de reconstrução. A diocese recebeu doações financeiras e a obra de reconstrução iniciou em 01 de agosto de 2019.
De acordo com o projeto, foi feito a estabilização das fundações, em seguida a reconstrução da Torre. Uma nova escutura foi encomendada ao artista plástico Pedro Pereira de Souza de Saboeiro. A nova escultura da estátua chegou de caminhão na manhã de 14 de outubro de 2020, e ainda naquela data foi erguida para a torre da igreja. A antiga escultura foi instalada e restaurada na entrada do polo, dando ênfase a receptiva de seus visitantes.
Por se tratar de uma estrurura de grande importância, foi feito diversos estudos e decidido que a igreja deverá apresentar seus traços originais.